# Cassidy (Bonelli)
Cassidy è una serie a fumetti in 18 numeri creata da Pasquale Ruju pubblicata da maggio 2010 a ottobre 2011 dalla Sergio Bonelli Editore. Tra marzo e maggio 2020, viene realizzata una mini-serie dedicata al personaggio comparsa nella collana de Le storie composta da soli 3 numeri.

## Trama
La notte del 16 agosto 1977 una Dodge Aspen nera, crivellata di proiettili, procede lungo la U.S. Route 66 al confine fra Arizona e California. L'auto è guidata da un fuorilegge, Raymond Cassidy, che si sta dissanguando lentamente con quattro proiettili in corpo. Quella stessa notte Cassidy incontra un misterioso ed etereo cieco di colore, il quale gli annuncia che gli sono concessi altri diciotto mesi da vivere per "sistemare le cose", durante i quali dovrà fare i conti col passato.
Nei mesi successivi sarà coinvolto in vicende di vario genere, ambientate nell'America degli anni '70, in cui agirà da solo o insieme ai suoi fidi amici "Ace" Gibson e Juan Cuervo, a cui si aggiungeranno altri protagonisti. Durante i diciotto mesi dell'avventura si scopriranno vari aspetti della vita e della famiglia di Cassidy.

## Albi
| Nr. | Titolo                    | Data pubblicazione | Soggetto      | Sceneggiatura | Disegni                       | Copertina       |
| --- | ------------------------- | ------------------ | ------------- | ------------- | ----------------------------- | --------------- |
| 1   | L'ultimo blues            | maggio 2010        | Pasquale Ruju | Pasquale Ruju | Maurizio Di Vincenzo          | Alessandro Poli |
| 2   | Le mani sulla città       | giugno 2010        | Pasquale Ruju | Pasquale Ruju | Elisabetta Barletta           | Alessandro Poli |
| 3   | Maschera di sangue        | luglio 2010        | Pasquale Ruju | Pasquale Ruju | Davide Furnò e Paolo Armitano | Alessandro Poli |
| 4   | Sulle strade di Las Vegas | agosto 2010        | Pasquale Ruju | Pasquale Ruju | Gianluigi Gregorini           | Alessandro Poli |
| 5   | Cielo di piombo           | settembre 2010     | Pasquale Ruju | Pasquale Ruju | Andrea Borgioli               | Alessandro Poli |
| 6   | I guerrieri               | ottobre 2010       | Pasquale Ruju | Pasquale Ruju | Luigi Cavenago                | Alessandro Poli |
| 7   | Patto criminale           | novembre 2010      | Pasquale Ruju | Pasquale Ruju | Elisabetta Barletta           | Alessandro Poli |
| 8   | Il gioco della vendetta   | dicembre 2010      | Pasquale Ruju | Pasquale Ruju | Fabio Valdambrini             | Alessandro Poli |
| 9   | Verso Sud                 | gennaio 2011       | Pasquale Ruju | Pasquale Ruju | Davide Furnò e Paolo Armitano | Alessandro Poli |
| 10  | La storia di "Lazaro"     | febbraio 2011      | Pasquale Ruju | Pasquale Ruju | Luigi Siniscalchi             | Alessandro Poli |
| 11  | Un bacio e una pistola    | marzo 2011         | Pasquale Ruju | Pasquale Ruju | Luigi Cavenago                | Alessandro Poli |
| 12  | Rapporto confidenziale    | aprile 2011        | Pasquale Ruju | Pasquale Ruju | Fabio Valdambrini             | Alessandro Poli |
| 13  | Una guerra privata        | maggio 2011        | Pasquale Ruju | Pasquale Ruju | Gianluigi Gregorini           | Alessandro Poli |
| 14  | Sulla linea di tiro       | giugno 2011        | Pasquale Ruju | Pasquale Ruju | Andrea Borgioli               | Alessandro Poli |
| 15  | Diva                      | luglio 2011        | Pasquale Ruju | Pasquale Ruju | Elisabetta Barletta           | Alessandro Poli |
| 16  | Il ricatto                | agosto 2011        | Pasquale Ruju | Pasquale Ruju | Fabio Valdambrini             | Alessandro Poli |
| 17  | Pronto a morire           | settembre 2011     | Pasquale Ruju | Pasquale Ruju | Luigi Siniscalchi             | Alessandro Poli |
| 18  | Nessun futuro             | ottobre 2011       | Pasquale Ruju | Pasquale Ruju | Davide Furnò e Paolo Armitano | Alessandro Poli |

### Le Storie
| Nr. | Nr. | Titolo             | Data di pubblicazione | Soggetto / Sceneggiatura | Disegni                                          |
| --- | --- | ------------------ | --------------------- | ------------------------ | ------------------------------------------------ |
| 90  | 1   | Cenere alla cenere | Marzo 2020            | Pasquale Ruju            | Armitano Elisabetta Barletta Gianluigi Gregorini |
| 91  | 2   | La scelta di Emily | Aprile 2020           | Pasquale Ruju            | Armitano Elisabetta Barletta Tommaso Bianchi     |
| 92  | 3   | L'uomo dei sogni   | Maggio 2020           | Pasquale Ruju            | Armitano Ivan Zoni Tommaso Bianchi               |